# Pacific Tri-Nations 1993
Das Pacific Tri-Nations 1993 war die elfte Ausgabe des Rugby-Union-Turniers Pacific Tri-Nations. Dabei spielten die Nationalmannschaften von Fidschi, Westsamoa und Tonga um den Titel des Ozeanien-Meisters. Nach drei Spielen, in denen die drei Teilnehmer jeweils einmal gegen die beiden anderen Teams antraten, sicherte sich Westsamoa zum fünften Mal den Titel.

## Tabelle
|    | Land      | Spiele | Siege | Unent. | Ndlg. | Spiel- punkte | Diff. | Tabellen- punkte |
| -- | --------- | ------ | ----- | ------ | ----- | ------------- | ----- | ---------------- |
| 1. | Westsamoa | 2      | 2     | 0      | 0     | 57:9          | + 48  | 4                |
| 2. | Tonga     | 2      | 1     | 0      | 1     | 30:41         | − 11  | 2                |
| 3. | Fidschi   | 2      | 0     | 0      | 2     | 14:51         | − 37  | 0                |

## Ergebnisse
| 29. Mai 1993 | Tonga          | 6 : 30         | Westsamoa                                | Teufaiva Sport Stadium, Nukuʻalofa |
| 29. Mai 1993 | Straftritte: 2 | (6:13) Bericht | Versuche: 3 Erhöhungen: 3 Straftritte: 3 | Teufaiva Sport Stadium, Nukuʻalofa |

| 5. Juni 1993 | Fidschi                                                                                | 27 : 3         | Westsamoa               | Apia Park, Apia Schiedsrichter: Etoni Tonga (Tonga) |
| 5. Juni 1993 | Versuche: Fatialofa Kellett Tatupu Tonuʻu Erhöhungen: Kellett (2) Straftritte: Kellett | (24:0) Bericht | Straftritte: Rokowailoa | Apia Park, Apia Schiedsrichter: Etoni Tonga (Tonga) |

| 12. Juni 1993 | Fidschi                                        | 11 : 24        | Tonga                                                             | National Stadium, Suva Schiedsrichter: Peter Marshall (Australien) |
| 12. Juni 1993 | Versuche: Vonolagi Straftritte: Rokowailoa (2) | (6:12) Bericht | Versuche: Fatani Fenukitau Uasi Vaʻenuku Erhöhungen: Vunipola (2) | National Stadium, Suva Schiedsrichter: Peter Marshall (Australien) |